# Ulica Światowida w Warszawie
Ulica Światowida – ulica w warszawskiej dzielnicy Białołęka. Przebiega przez osiedla Tarchomin i Nowodwory.

## Opis
Zaczyna się przy skrzyżowaniu z ulicą Modlińską na Tarchominie (przechodzi w ul. Kołacińską), a kończy się przy skrzyżowaniu z ulicą Modlińską na Winnicy. Ulica jest w większości jednojezdniowa, jedynie jej końcowy (północny) odcinek jest dwujezdniowy. Wzdłuż ulicy biegnie torowisko tramwajowe. Przy ulicy znajdują się dwie pętle tramwajowe: Tarchomin Kościelny i Winnica oraz trzy pętle autobusowe: Tarchomin, Nowodwory i Winnica. 

## Historia
Pierwszy fragment ulicy powstał w latach osiemdziesiątych. Kolejne odcinki powstawały do początku lat dwutysięcznych. 
24 grudnia 2014 roku uruchomiono pierwszy odcinek trasy tramwajowej od Starych Świdrów do pętli Tarchomin Kościelny. 26 lutego 2017 roku linię przedłużono do krańca Nowodwory. 
4 września 2021 roku ulicę wraz z trasą tramwajową przedłużono do pętli Winnica.  
20 grudnia 2023 roku otwarto ostatni odcinek ulicy łączący ją z ul. Modlińską. 

## Ważniejsze obiekty
- Galeria Północna
- Urząd Dzielnicy Białołęka (ul. Modlińska 197)